# Prosotsani
Prosotsani (gr. Προσοτσάνη) – miejscowość w Grecji, w administracji zdecentralizowanej Macedonia-Tracja, w regionie Macedonia Wschodnia i Tracja, w jednostce regionalnej Drama. Siedziba gminy Prosotsani. W 2011 roku liczyła 3553 mieszkańców. Głównymi atrakcjami turystycznymi okolicy są jaskinie położone we wsi Angitis.